# 寒江村
寒江村（さぶえむら）は、かつて富山県婦負郡にあった村。
村名は一帯が寒江郷に属していたことに由来する。

## 沿革
- 1889年（明治22年）4月1日 - 町村制の施行により、婦負郡本郷村、中沖村、野口村、野村、野田村、大塚村及び北二ツ屋村の区域をもって、婦負郡寒江村が発足する。発足当時の戸数は246、人口1,653人。村役場は本郷に設置された[2]。
- 1954年（昭和29年）3月1日 - 婦負郡呉羽村、長岡村、寒江村及び射水郡老田村が合併して、婦負郡呉羽町が発足する[3]。